# Rudolf Dahmen
Rudolf Dahmen (* 18. April 1917 in Neuwied; † 24. Januar 1989 in Bremerhaven) war ein deutscher Journalist und Chefredakteur der Nordsee-Zeitung (NZ) Bremerhaven.

## Leben
Dahmen lernte das Journalistenhandwerk als Volontär bei der dritten Bremer Zeitung. In der Zeit des Nationalsozialismus wurde er 1936 entlassen und er war dann beim Reichsarbeitsdienst und Soldat im Zweiten Weltkrieg. 1945 beschäftigte ihn Radio Bremen. Ab 1947 wirkte er in der Redaktion der Nordsee-Zeitung in Bremerhaven  und als Journalist bis 1967 auch in verschiedenen Städten wie Bremen, Bielefeld und Köln.
Von 1967 bis 1982 war er Chefredakteur der Nordsee-Zeitung und er prägte den Stil der Tageszeitung. 1971 schlossen Dahmen und Eigentümer Joachim Ditzen-Blanke langfristige technische und redaktionelle Kooperationsverträge mit den Zeitungsverlagen in Nordenham, Bremervörde, Zeven, Otterndorf und Cuxhaven sowie mit dem Stader Zeitungsverlag (Stader Tageblatt, Buxtehuder Tageblatt und Altländer Zeitung).

## Ehrungen
Dahmen erhielt 1982 die Verdienstmedaille der Stadt Bremerhaven.